# Sphingonotus rugosus
Sphingonotus rugosus is een rechtvleugelig insect uit de familie veldsprinkhanen (Acrididae). De wetenschappelijke naam van deze soort is voor het eerst geldig gepubliceerd in 1998 door Bland & Gangwere.
1. ↑  (en) Sphingonotus rugosus op de IUCN Red List of Threatened Species.